# Joseph Schereschewsky
Samuel Isaac Joseph Schereschewsky (* 6. Mai 1831 in Tauragė (im litauischen Teil des Zarenreichs); † 15. Oktober 1906) (auf Chinesisch als 施约瑟 bekannt) war 1877–1884 anglikanischer Bischof von Shanghai. 1879 gründete er die Saint John’s University (Shanghai).

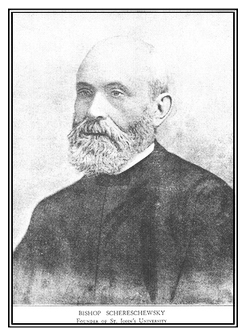
Samuel Isaac Joseph Schereschewsky

## Frühe Jahre
Schereschewsky wurde anscheinend nach seinem Vater benannt. Seine Mutter war Rosa Salvatha. Als junger Knabe bereits verwaist, wird spekuliert, dass ein Halbbruder von ihm, der wohlhabender Holzkaufmann war, ihn erzogen hat. Da er sich als guter Schüler erwies, erhielt er die bestmögliche Bildung, und seine Familie beabsichtigte, dass er zum Rabbiner werden sollte. Nachdem er den Haushalt seines Bruders mit 15 Jahren verließ, verdiente er seinen Unterhalt als Privatlehrer und Glaser. In der rabbinische Schule zu Schytomyr erhielt er ein Neues Testament auf Hebräisch, das von der London Society for Promoting Christianity Amongst the Jews stammte. Seine Lektüre dieses Buchs überzeugte ihn allmählich, dass in Jesus von Nazaret die messianische Prophezeiungen des Alten Testaments und somit die lang ersehnten Hoffnungen seines Volks erfüllt worden sind. Mit 19 Jahren ging er nach Deutschland, wo er ein Jahr oder länger an der Universität in Frankfurt am Main studierte, und danach zwei Jahre an der Universität Breslau. Neben seiner flüssigen Beherrschung der jiddischen, polnischen und russischen Sprache erwarb er die deutsche Sprache, die er bis zum Ende seiner Tage auf muttersprachlichem Niveau beherrschte.

## Weg nach China
Im Sommer 1854 entschied er sich, in die Vereinigten Staaten auszuwandern. In New York City traf er auf Messianische Juden, aber selbst trat er erst im Frühjahr 1855 zum Christentum über, als er sich durch vollständiges Untertauchen im Taufwasser Mitglied einer Baptistengemeinde wurde. Aus ungeklärten Gründen wurde er Presbyterianer und besuchte dann das Western Theological Seminary der Presbyterian Church in Allegheny (Pennsylvania). Nach etwas mehr als zwei Jahren, verließ er auch die presbyterianische Kirche, um der Episkopalkirche der Vereinigten Staaten beizutreten und besuchte General Theological Seminary. Sein Plan, die verbleibenden zwei Jahre seines Studiums dort zu vollenden, wurde unterbrochen, als er sich anbot, Missionarsarbeit in China zu verrichten. Am 3. Mai 1859 entschied die Foreign Committee, dass er gleich nach seiner Ordination zum Missionar nach China ernannt werden sollte. Seine Ordination fand am 17. Juli 1859 in St. George’s Church, New York durch Bischof William Jones Boone statt. Er kam in Wusung am 21. Dezember 1859 mit dem Schiff Golden Rule an. Am 28. Oktober 1860 wurde er in der Kapelle der Missionsschule (später als Church of our Savior, Hongkew, bekannt) von Bischof Boone zum Priester geweiht. Bis 1861 hatte Schereschewsky mit seinen Übersetzungsarbeiten begonnen, von denen die erste das Buch der Psalmen betraf, das er ins Shanghai-Dialekt übersetzte. Zusammen mit dem englischen Missionar John Shaw Burdon übersetzte Schereschewsky das Book of Common Prayer ins Chinesische. Er diente als Bischof von Schanghai, bis er so arm wurde, dass er nicht mehr weiter machen konnte. Er nutzte einen Rollstuhl am Ende seines Lebens.
Samuel Isaac Joseph Schereschewsky ist in Tokio begraben.
St. John’s University, die Schereschewsky mit 39 Studierenden gründete, unterrichtete hauptsächlich auf Chinesisch, bis sie 1891 die englische Sprache einführte, als die Kurse sich stärker mit Naturwissenschaften und natürliche Philosophie beschäftigten.

## Verehrung
Schereschewsky wird mit einem Festtag im Kalender der Episkopalkirche der Vereinigten Staaten am 14. Oktober gedacht.